# かに星雲
かに星雲（かにせいうん、Crab Nebula 、M1、NGC 1952）は、おうし座にある超新星残骸で、地球からの距離は約6500光年。典型的なパルサー星雲で、中心部には「かにパルサー」と呼ばれるパルサーの存在が確認されており、現在も膨張を続けている。
この星雲の元となった超新星爆発が1054年に出現したことが、中国や日本の文献に残されている。

## 歴史
1054年に出現した超新星（SN 1054）は、中国の記録『宋史』「天文志」に客星（突然現れた明るい星）として記され、仁宗の治世である至和元年五月己丑（1054年7月4日）に現れ嘉祐元年三月辛未（1056年4月5日）に見えなくなったとある。日本でも藤原定家が自身の日記『明月記』に記録をひいている。また著者不詳の『一代要記』にも記録が残っている。さらに1000年頃にアメリカ・インディアンによって描かれたアリゾナの壁画に残されている星の画をこの超新星とする説もある（単なる部族のシンボルマークではないかという意見もある）。超新星の出現当時は金星ぐらいの明るさになり、23日間にわたり昼間でも肉眼で見えた。夜間は後2年間も見えていた。
星雲自体は1731年にイギリスの開業医でありアマチュア天文家のジョン・ベヴィスによって発見された。後にウィリアム・パーソンズの観測で見つかった微細なフィラメント構造がカニの足を思わせることからかに星雲と呼ばれるようになった。ただ、ジョーンズのようにこのスケッチはむしろパイナップルのように見えるという人もいる。
彗星を観察していたシャルル・メシエが、彗星と紛らわしい天体としてまとめたメシエカタログの1番目に収録されている。メシエ天体では唯一の超新星残骸である。メシエは1758年9月12日にこの星雲を発見し「牝牛の南の角の上にある、星雲状のもので星を含まない。白っぽくローソクの炎のように長く伸びている。1758年の彗星を追跡中に発見した。また、ベヴィス博士が1731年発見したとする私信がある」と記している。
1774年ボーデは「星のない小さな星雲状のもの」とした。ジョン・ハーシェルは「星団で分解できそう」とした。1844年ウィリアム・パーソンズは「もはや分解されない楕円形の星雲。おもに星雲の南端からおどりでた多くのフィラメントが見えた。普通の星団とは異なり不規則であらゆる方向に向かっている。おそらく強力な力が他のフィラメントを押し出したのであろう。これが星団の形を作ると思われる」とした。これはM1のフィラメント構造に言及した最初の記録である。
その後、ルンドマークが1000年ばかり前に爆発したことを示唆し、写真観測から年ごとに膨張しつつあることを明らかにした。現在でもガスは毎秒1100kmの速さで四方に広がっている。また、エドウィン・ハッブルやダンカンは1054年に出現した超新星の残骸であることを確認した。1994年のハッブル宇宙望遠鏡による観測で、フィラメントはプラズマで覆われていることが明らかになった。ウィリアム・パーソンズの言うとおり、このプラズマが外側の濃い星間物質を押してフィラメント構造が発達している。

## かにパルサー
かに星雲の中心にある星は、かにパルサーと呼ばれるパルサー（中性子星）である。1969年に発見された。直径は約20km。光度は16.5等級。1秒間に30回という高速回転をしており、33msの周期で電波やX線を出し、また可視光線で星雲全体を照らしている。非常に強いX線を放出しており、X線天文学において時間の較正に使われる。

## 観望
双眼鏡では微かな光斑に見える。口径5cmの望遠鏡では三角形の白い雲のように見える。口径10cmでは佐渡島のような形の白い雲状に見え、条件が良いときには内部に線が見えるという。またマラスは色がやや緑がかっていると記している。(天体写真の色は人間の眼にあまり見えないHαなどの光を強調してしまうので、肉眼で見たものとは異なる場合が多い)見え方は空の状態に依存する天体でもある。口径20cmの望遠鏡では佐渡島のような形に見え、内部の模様も見え始める。口径30cmでロス卿の言うフィラメント構造が見え始めると言われている。中心部の中性子星は口径50cmの望遠鏡で見ることができる。最良の環境では口径25cmの望遠鏡で見ることができるという人もいる。

## ギャラリー

かに星雲 – 五つの波長で観測したものを合成したもの (アニメーション; 2017年5月10日)

- かに星雲タイムラプス